# Flugplatz Husum-Narrenthal

i7
i11
i13
Der frühere Flugplatz Husum-Narrenthal war in der Zeit zwischen den beiden Weltkriegen der Flugplatz Husums in Schleswig-Holstein. Er lag zirka zweieinhalb Kilometer nördlich des Husumer Stadtzentrums, teilweise schon auf Horstedter Gemeindegebiet und östlich der damaligen Fernstraße nach Niebüll.
Mitte der 1930er Jahre übernahm ihn die damalige Luftwaffe und baute ihn zu einem größeren Militärflugplatz aus. Nach dem Krieg entstand hier die Julius-Leber Kaserne. Der heutige zivile Flugplatz Husum-Schwesing entstand weiter außerhalb des heutigen Husumer Stadtgebietes.

## Geschichte
Der Flugplatz Narrenthal bei Husum existierte bereits in den 1930er Jahren. Der Flugplatz hatte keine befestigte Start-/Landebahn und besaß eine Flugzeughalle. In der letzten Zeit seiner zivilen Nutzung gab es eine Flugverbindung nach Berlin-Tempelhof.

### Fliegerhorst Husum-Narrenthal
Der Flugplatz wurde 1937 von der neuaufgestellten Luftwaffe übernommen und erhielt drei Betonpisten. Der Fliegerhorst war mit beheizbaren Hangaren ausgerüstet, um den Start von Flugzeugen in den Wintermonaten zu vereinfachen. Im Zentrum existierten diverse Wartungshallen.
Im Frühjahr 1940 war der Fliegerhorst Husum-Narrenthal oder auch Einsatzhafen Schauendahl soweit fertiggestellt, dass er bei der sogenannten Weserübung bereits als Zwischenstopp für Flüge von und nach Skandinavien genutzt wurde.
Im Sommer 1941 war Husum von Mitte Juli bis Anfang September Stützpunkt der 1. Staffel des Jagdgeschwaders 1 (1./JG 1), einer Bf 109-Staffel. Für längere Zeit war Husum dann von Anfang April 1943 bis Ende Februar 1944 Einsatzhafen der Bf 109G der I. Gruppe des Jagdgeschwaders 11 (I./JG 11). Hinzu kamen von Oktober 1943 bis März 1944 einige Fw 190A des Stabes des JG 11.
Ab 1944 kam es vermehrt zu Nachtangriffen des Bomber Command der Royal Air Force. Die mit Fw 190A ausgerüstete I. Gruppe des Jagdgeschwaders 2 (I./JG 2) war hier von Juli bis August 1944 stationiert und im folgenden Winter 1944/45 lag hier von Dezember 1944 bis März 1945 dann ein Detachement He 111 der I. Gruppe des Kampfgeschwaders 53 (I./KG 53).
In den letzten Kriegstagen war Husum im Mai 1945 die letzte Heimat der II. Gruppe des Jagdgeschwader 400 (II./JG 400), die bis heute weltweit einzige Abfangjägereinheit, die mit Raketenjägern ausgerüstet war, sie flog die Me 163. In Husum, einem der letzten einsatzklaren Fliegerhorste in den letzten Kriegswochen, standen bei Kriegsende sehr viele nach hier geflogene deutsche Flugzeuge.
Bei Kriegsende nutzte die britische Royal Air Force den Flugplatz, den die Alliierten als Advanced Landing Ground B-172 bezeichneten, noch kurze Zeit weiter. Um die Monatswende Juni/Juli 1945 lag hier für drei Wochen aus Kastrup kommend das 125. Geschwader (Wing) der British Air Force of Occupation (BAFO), das wenige Tage nach seiner Verlegung nach Lübeck dort aufgelöst wurde. Zu diesem gehörten damals drei mit Spitfire Mk. XIV ausgerüstete Staffeln, die 41., 137. und 350. Squadron, letztere war eine „belgische“ Staffel, die als Teil der Belgischen Luftkomponente noch heute existiert.
Die Einrichtungen wurden 1946 abgerissen.

## Heutige Nutzung
Der Kasernenbereich des ehemaligen Wehrmachts-Fliegerhorstes wird von der Bundeswehr als Julius-Leber Kaserne bis heute weitergenutzt. Die sich nördlich anschließenden ehemaligen Flugbetriebsflächen sind nach wie vor größtenteils unbebaut und dienen als Standortübungsplatz.